# Burg Zeltingen

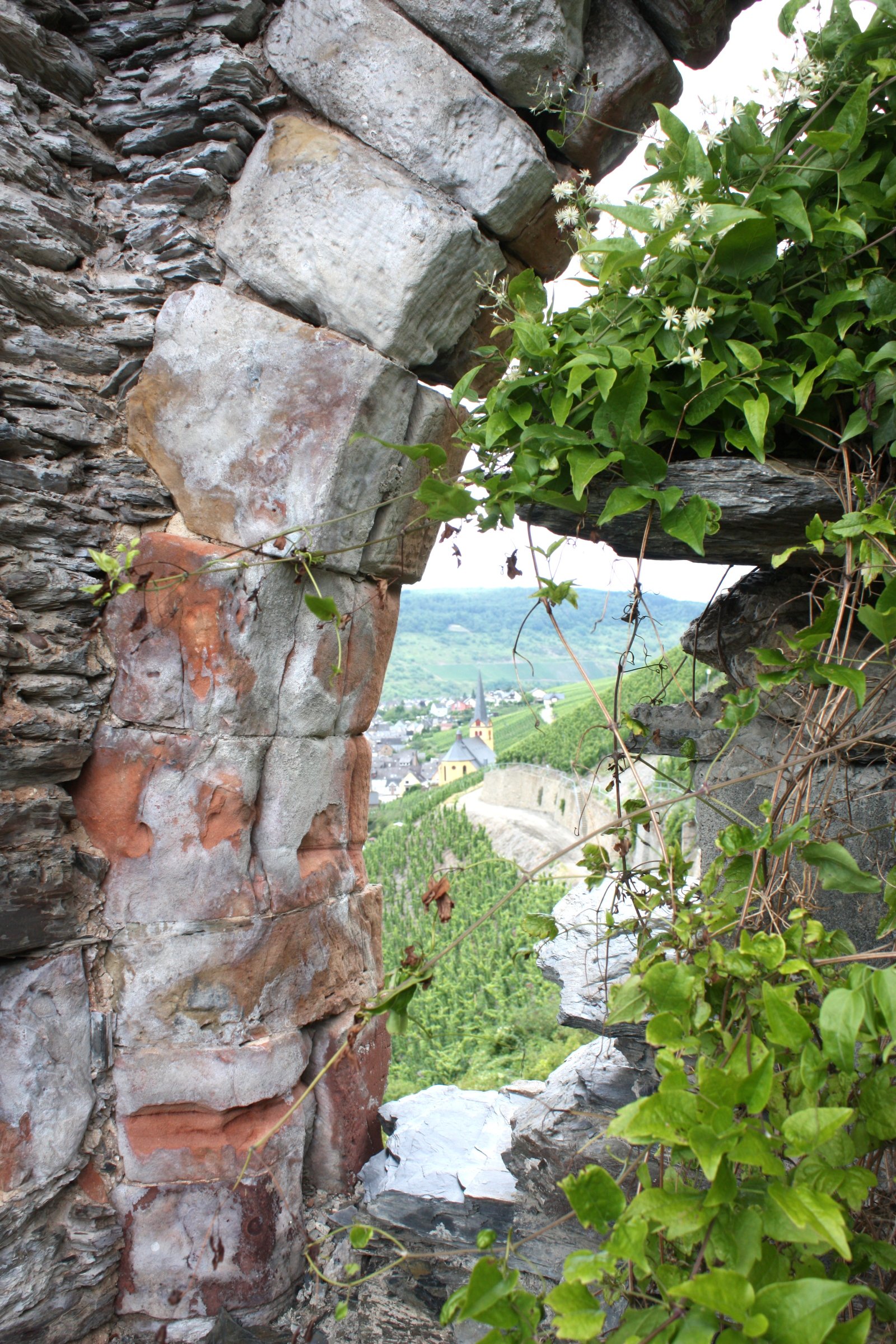
Blick von der Burgruine Zeltingen in Richtung Zeltingen

Die Ruine der Burg Zeltingen, auch Kunibertsburg oder Rosenburg genannt, befindet sich etwa 300 m südöstlich des Ortsausgangs von Zeltingen in Richtung Wehlen und Graach inmitten der Rebhänge rechts der Mosel im heutigen Landkreis Bernkastel-Wittlich in Rheinland-Pfalz. Die Entstehungszeit dieser Hangburg wird ins 12./13. Jahrhundert datiert.
Der Burgentyp ist vergleichbar mit der Hangburg Ehrenfels bei Rüdesheim am Rhein, die sich ebenfalls in Flussnähe mitten in den Weinbergen befand. Burgen dieser Bauart dienten im Mittelalter auch als befestigte Zollstationen zur Erhebung des Schiffzolls an Flussläufen. Eine bekannte Zollburg an der Mosel war beispielsweise die Reichsburg Cochem. Ob die Zeltinger Burg ebenfalls einmal eine Zollburg gewesen war, ist nicht bekannt.
Überliefert ist, dass Erzbischof Sigewin von Köln (1078–1089) den Moselzoll zu Rachtig, heute ein Ortsteil der Doppelgemeinde Zeltingen-Rachtig, an die Kölner Abtei Deutz übertragen hat. Die Hangburg war auf Grund ihrer Lage besonders durch Angriffe vom höher gelegenen Gelände oberhalb der Burg gefährdet und bedurfte hier eines besonderen Schutzes. In Zeltingen könnte dies Funktion eine alte Zeltinger Landwehr, eine Wall-Graben Kombination auf der Zeltinger Höhe übernommen haben.

## Geschichte
Die Burg befand sich im kurkölnischen Amt Zeltingen an der Mosel. Dieses Amt bildete eine Enklave außerhalb der kurkölnischen Landeshoheit in überwiegend kurtrierischem Territorium. Diese Besonderheit teilte sie mit der benachbarten Burg der Herrschaft Lösnich, jedoch mit dem Unterschied, dass dort ein ehemals ansässiges Rittergeschlecht der Herren von Lösnich als Grundherr und Vasall des Kaisers residierte. Die Burg mit ihren Einkünften trug nach dem Tod des letzten männlichen Erben dieses Geschlechts der Ehemann der Erbin Lisa von Lösnich Ritter Heinrich Beyer von Boppard dem Kurfürsten von Köln Mitte des 14. Jahrhunderts zu Lehen auf.
Im Spätmittelalter kam es offenbar noch zu Erweiterungen der Burg; auch der noch sichtbare Rest eines Flankierungsturms der südlichen Vorburg dürfte einem spätmittelalterlichen Ausbau gehören.
Lösnich, Zeltingen und Rachtig blieben bis zum Einzug der französischen Revolutionstruppen 1794 unter kurkölnischer Landeshoheit inmitten Kurtrier. Die Lösnicher Burg wurde 1652 durch marodierende Truppen kurz nach dem Dreißigjährigen Krieg gebrandschatzt und zerstört. Die Zeltinger Burg, die nicht der Wohnsitz eines ortsansässigen Adelsgeschlechts war, ereilte das Schicksal fast durchgehender Verpfändungen vom 12. bis 16. Jahrhundert. So wurde sie mit den Dörfern Zeltingen und Rachtig vom Kurstaat Köln ständig zur Beschaffung dringend benötigter finanzieller Mittel eingesetzt. So erscheinen auch zwei Herren der Herrschaft Lösnich, Ritter Conrad von Lösnich 1345 und 1419 dessen Enkel Conrad Beyer von Boppard 1419 als Pfandnehmer von Zeltingen. Nachdem die Burg als Hauptort des Zeltinger Verwaltungslebens ihre militärische Bedeutung verloren hatte, verlagerte sich die Amtsverwaltung in den Ort, wo im Laufe des 16. Jahrhunderts das kurkölnische Amtshaus gebaut worden war. Wohl ihrem Schicksal überlassen soll sie langsam zerfallen sein, eine kriegsbedingte Zerstörung wird nicht angenommen. 1807 erwarb der Zeltinger Notar Karl Hubert Merrem die Reste der Burg. Einige Jahrzehnte vor 1935 wurde ein Teil der Ruine abgetragen, das Innere der Ruine aufgeschüttet und als Weinberg nutzbar gemacht. Erst in neuerer Zeit wurde die Ruine im heutigen Zustand hergerichtet und der Weinberg im Innenbereich wieder entfernt. Ein Weg im Hang aus Richtung Zeltingen ermöglicht heute einen Zugang zur Ruine.

### Kuniberts- und Rosenburg
Die ehemalige Zeltinger Burg ist auch bekannt unter den Namen Kuniberts- und Rosenburg. Der Legende folgend soll die Herrschaft über Zeltingen und Rachtig in der 1. Hälfte des 7. Jahrhunderts nicht nur Besitztum des Hl. Kunibert gewesen sein, sondern auch dessen Geburtsort. Durch eine Schenkung Kuniberts seien diese Besitztümer an den Erzstift Köln gelangt. Dieser habe sie möglicherweise durch eine Schenkung des Merowingerkönigs Dagobert I. erhalten. Kunibert, geboren um 590 pflegte enge Beziehungen zum merowingischen König Dagobert I. (Regierungszeit 623–638/39) und wurde von diesem 623 zum Kölner Erzbischof bestellt. Der Geburtsort Kuniberts ist nicht bekannt. Genannt werden jedoch das luxemburgische Remich und verschiedene Orte im Moselraum. Zu diesen Orten zählt sich auch Zeltingen.
Nach Remicher Geschichtsschreibung soll der Hl. Kunibert 590 im Ortsteil Ale „Stack“ das Licht der Welt erblickt haben. 1898 erhielt Remich vom Kölner Kardinal Philipp Krementz Reliquien des Hl. Kunibert. 1988 ernannten die Remicher Kunibert zu ihrem Stadtpatron und zum zweiten Patron der Remicher Dekanatskirche. In Zeltingen wird Kunibert seit frühester Zeit als Zweitpatron der Zeltinger Pfarrkirche St. Stephan verehrt. Seine Statue mit einem Modell der Kölner St. Kunibertskirche befindet sich in der Pfarrkirche.
Unabhängig davon, ob Kunibert tatsächlich in Zeltingen geboren ist, könnte die Besitznahme Zeltingens durch Köln in die Zeit Bischof Kuniberts fallen. Weingutsbesitz war in damaliger Zeit von Bedeutung, da es kaum andere Möglichkeiten gab, um an Wein für gottesdienstliche Zwecke zu gelangen. So wird die bekannte Bezeichnung Kunibertsburg auf diese mögliche Beziehung zum Hl. Kunibert zurückgeführt.
Der Hintergrund zu Namensgebung Rosenburg ist offen. Regionale Karten der Umgebung um 1700 zeigen den Eintrag Rosenthal am Standort der Zeltinger Burgruine.

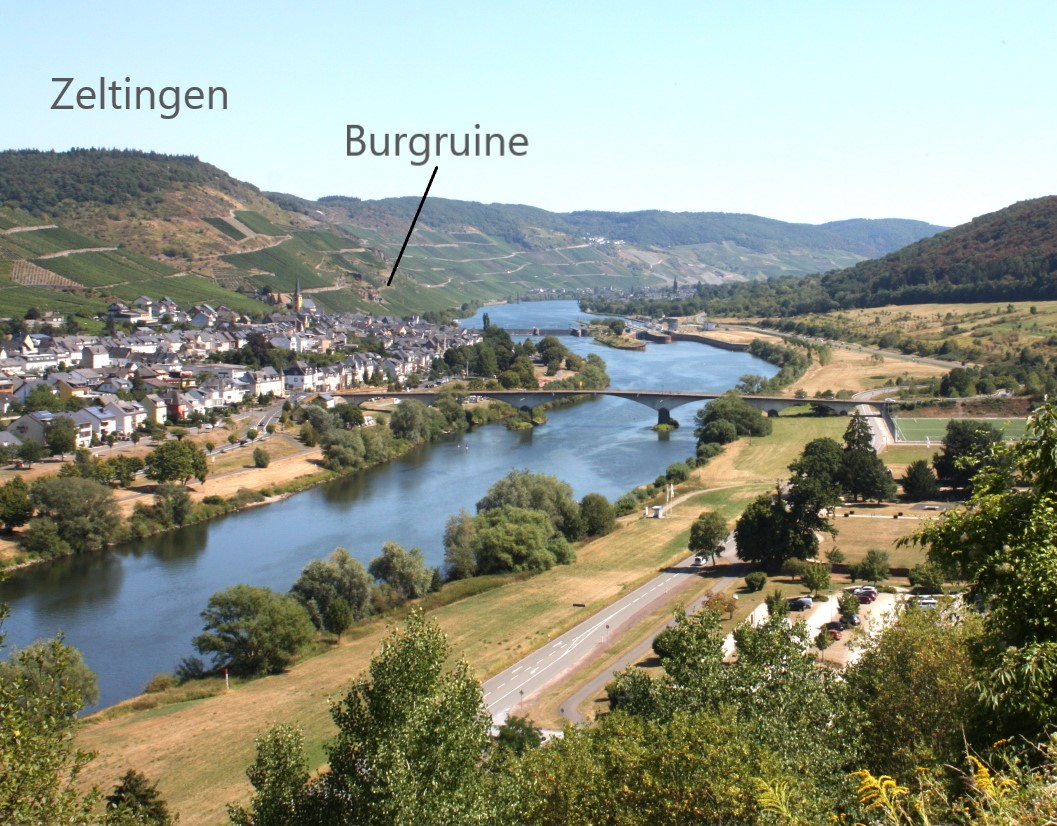
Standort der Burgruine Zeltingen aus dem 11./12. Jh. an der Mosel.
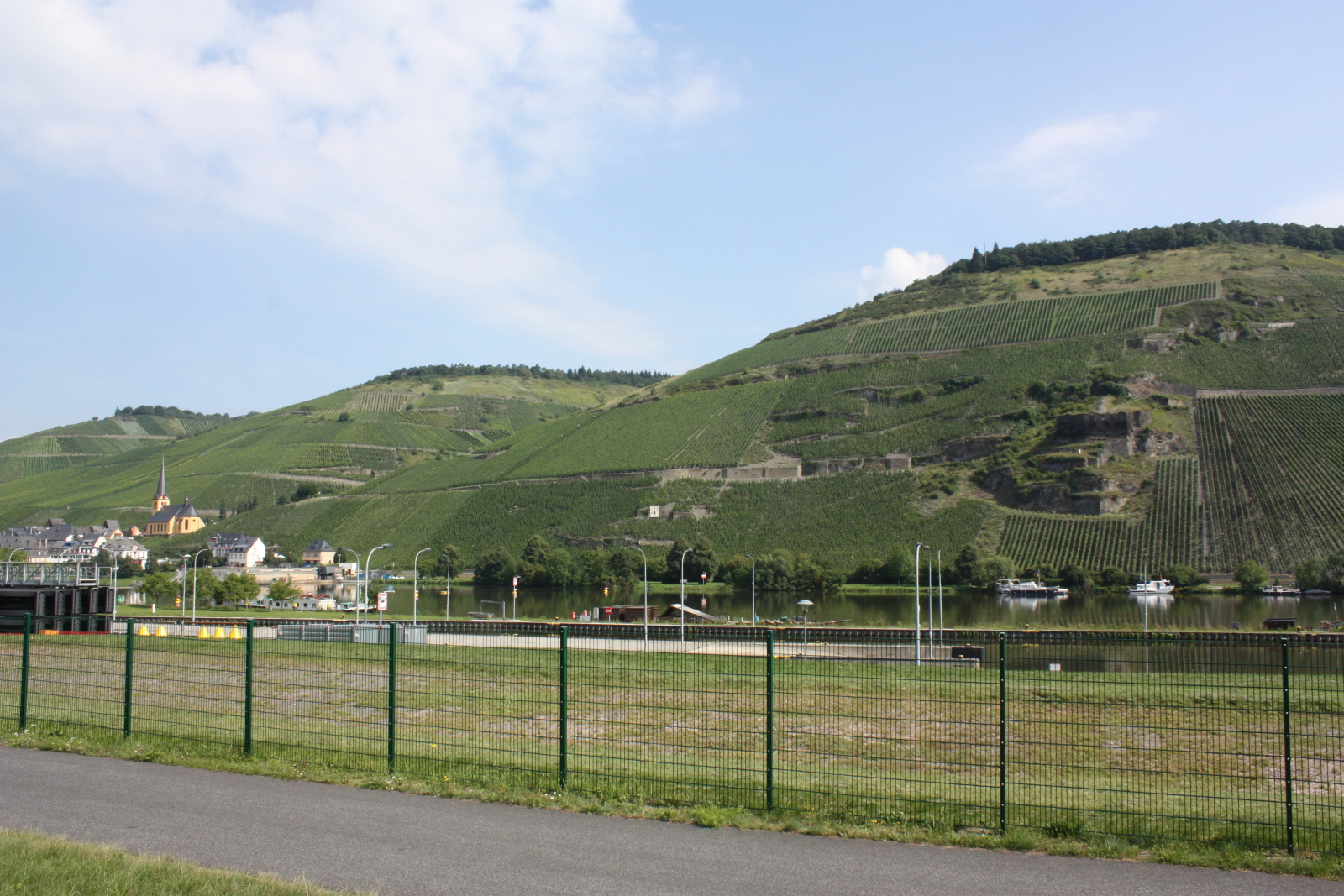
Burgruine Zeltingen südöstlich des Ortsausgangs Zeltingen
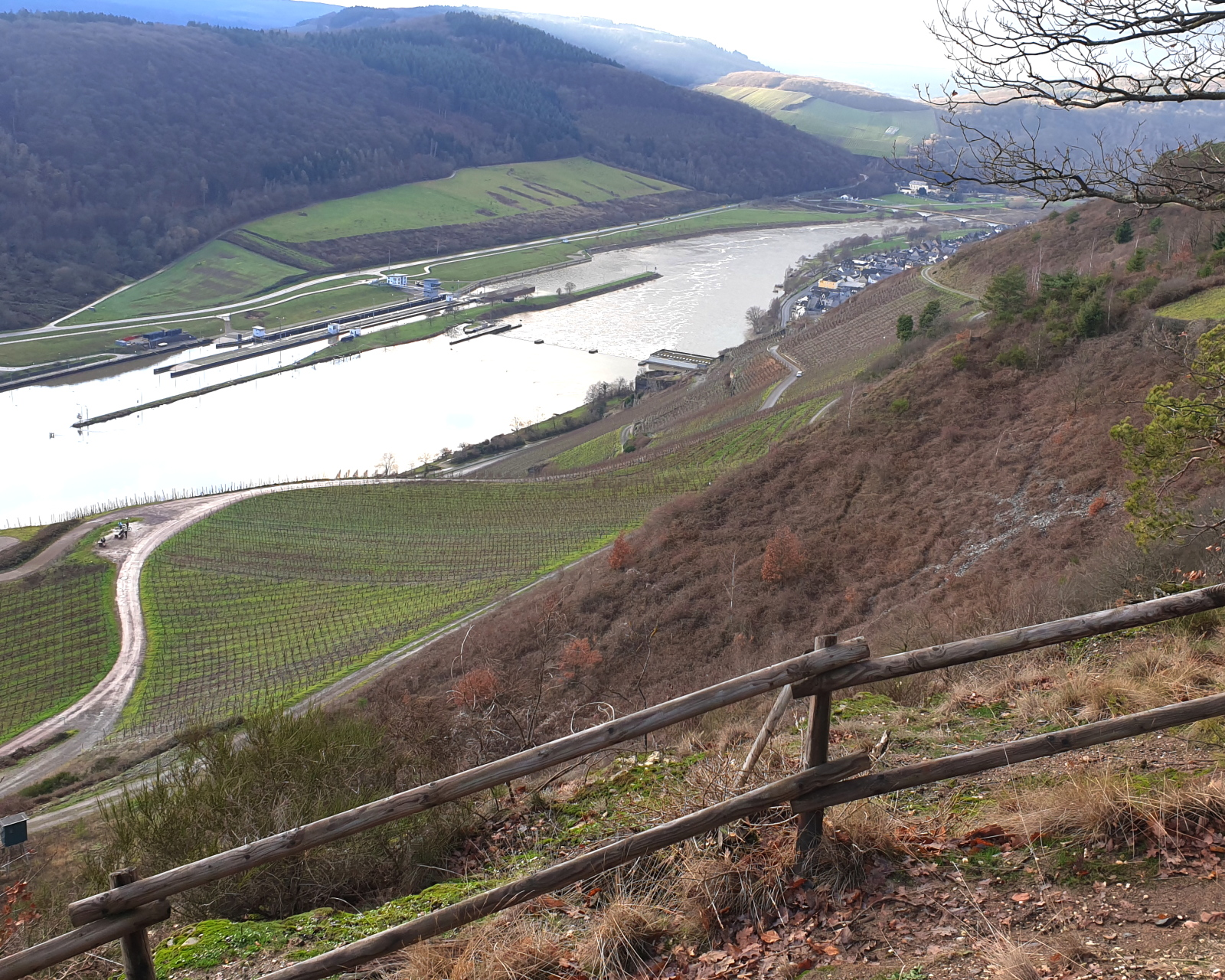
Blick von der Zeltinger Höhe zur Burgruine rechts der Mosel oberhalb der Staustufe.
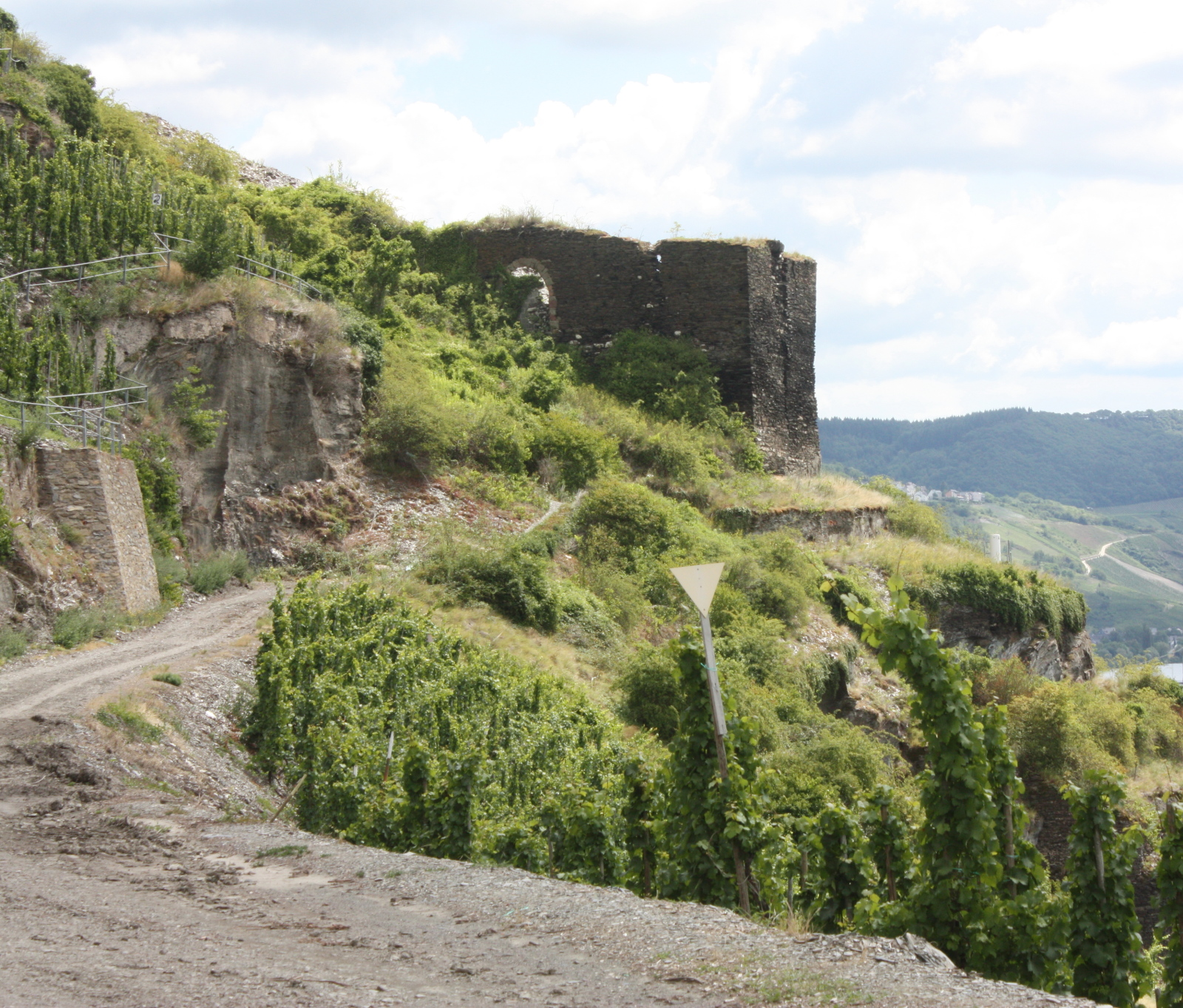
Zuweg in den Weinbergshängen zur Burgruine Zeltingen
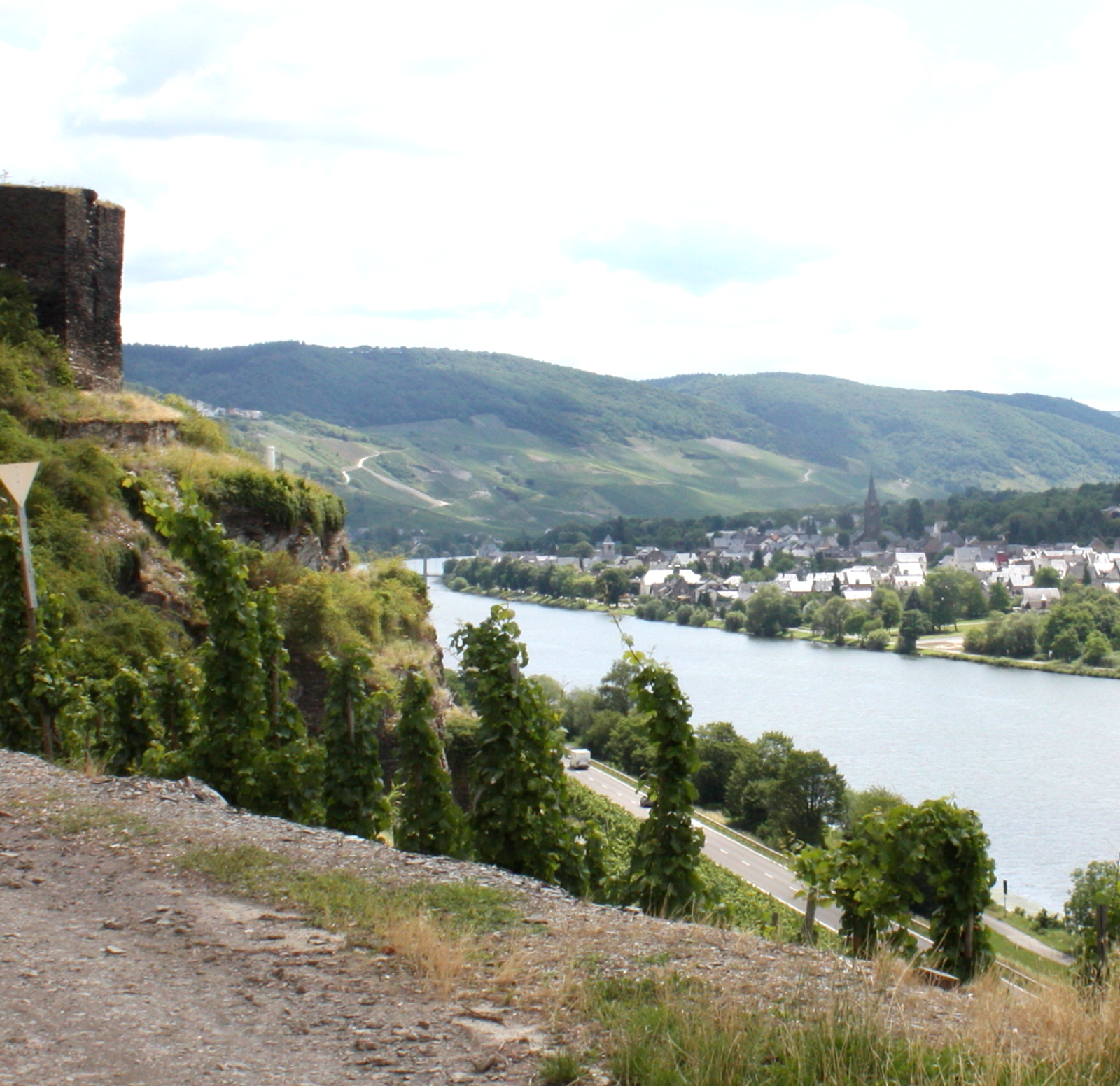
Burgruine Zeltingen und ihre Nähe zur Mosel
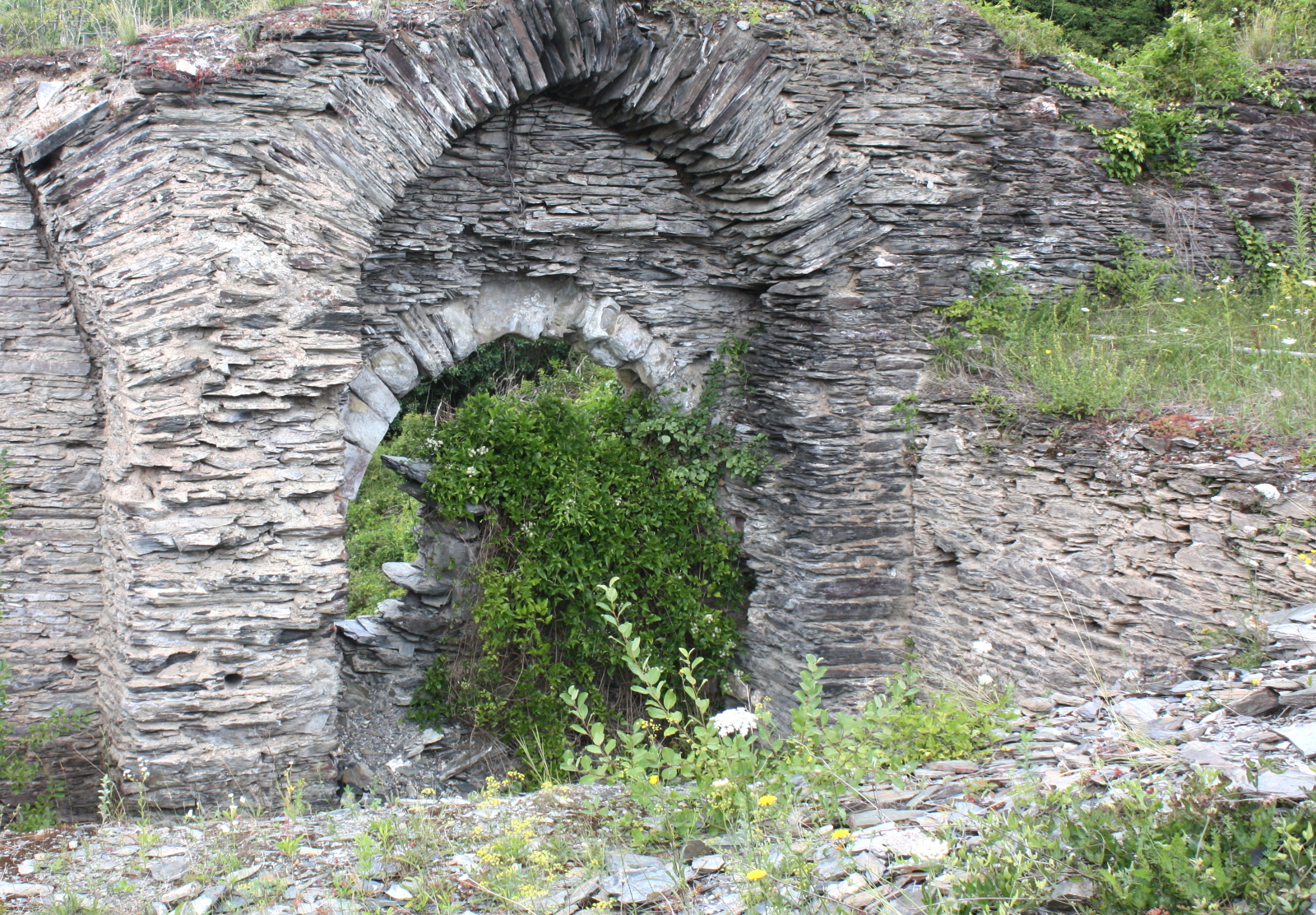
Torbogen in der Burgruine Zeltingen
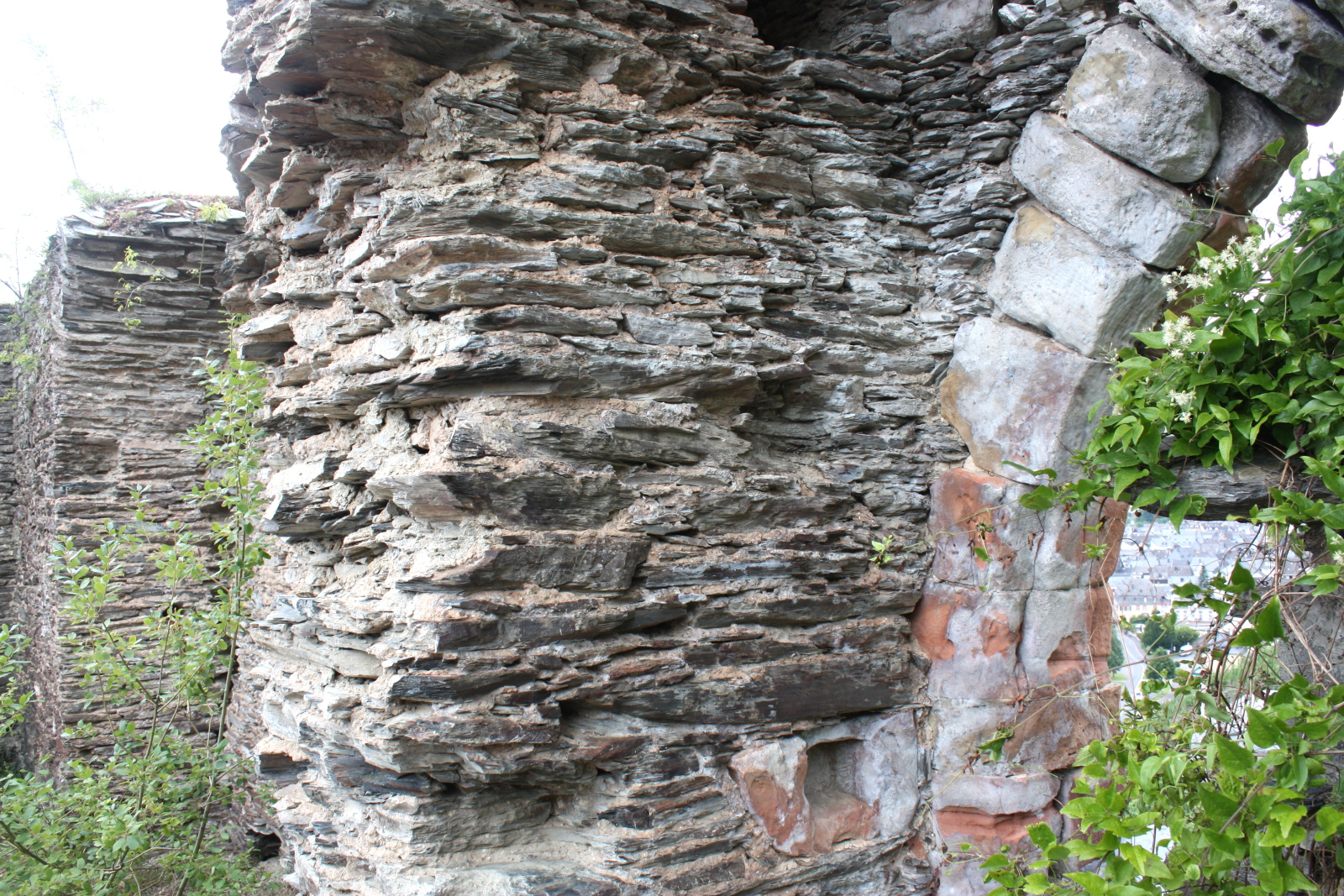
Torbogen und Mauerreste in der Burgruine Zeltingen

## Orts- und regionalgeschichtliche Einordnung

### Entstehung der Enklave

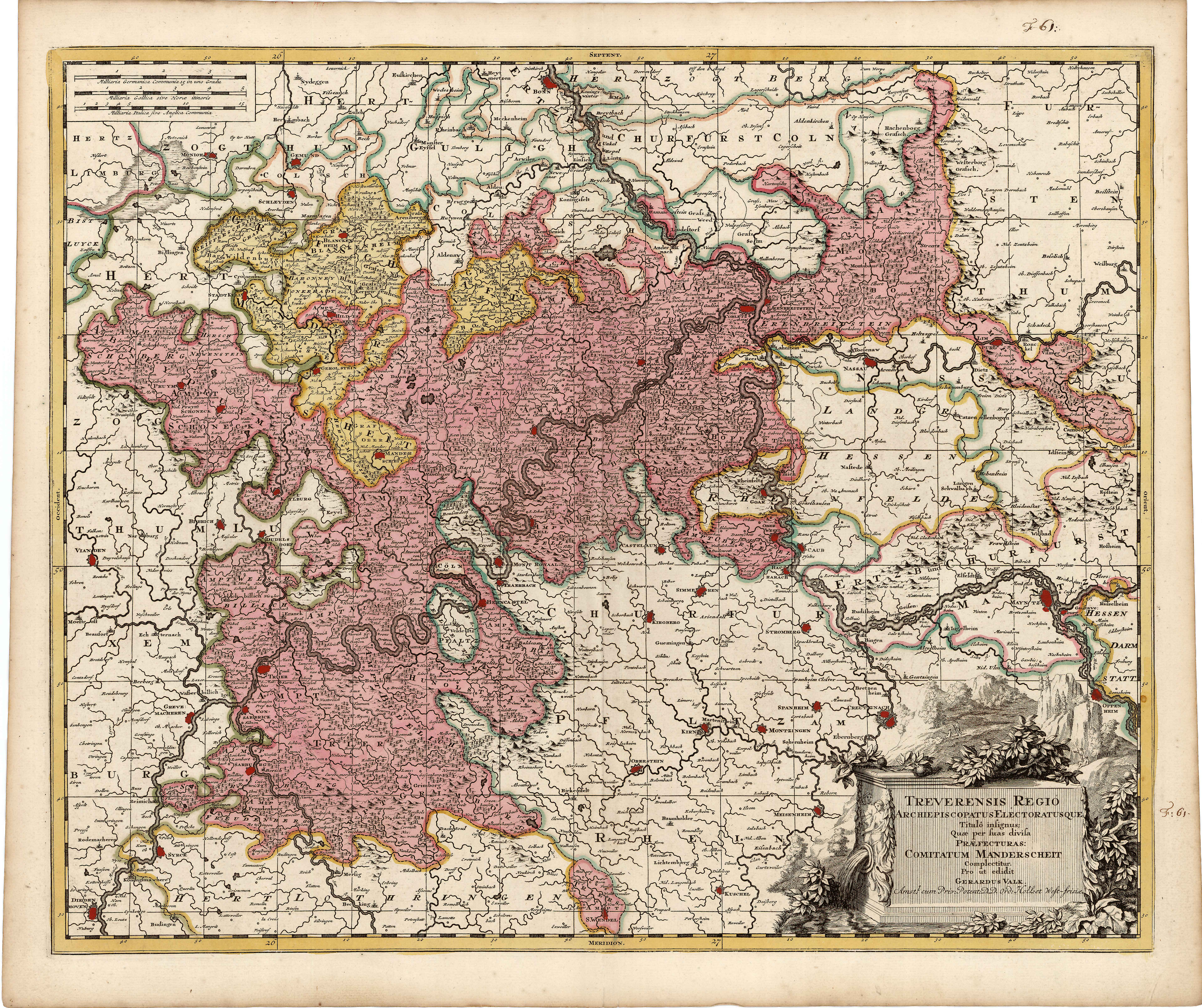
Region Erzbistum Trier - Kurtrier und die Enklave „CÖLN“ an der Mosel um 1710

Wann genau Zeltingen und Rachtig kurkölnisch wurden, darüber schweigen die Quellen. Wahrscheinlich ist, dass die beiden Orte an der Mosel in der Karolingerzeit frühestens im 9. Jahrhundert an Köln gelangten. Das Königtum pflegte die Praxis, mächtige Helfer mit Herrschaftsrechten auszustatten. Wollte man sich das Episkopat dienstbar machen, musste dieses entsprechend entlohnt werden. Schenkungen aus dem Grundbesitz des Reichsguts führten dazu, dass Ende des 7. Jahrhunderts der kirchliche Anteil am Grundeigentum auf etwa ein Drittel des Reichsbodens angewachsen war.
1067 und 1116 findet sich die früheste Nennung von Kurkölnischem Besitz in Zeltingen und Rachtig. Auffallend ist dabei die Schenkung des Moselzolls von Rachtig an die Kölner Abtei Deutz. Das Recht zur Zollerhebung war grundsätzlich ein kaiser- und königliches Privileg, aber auch kirchliche Landeshoheiten konnten es übertragen bekommen. Da Köln 1067 Inhaber des Moselzolls war und diesen verschenken konnte, ist das ein starkes Indiz, dass Kurköln bereits 1067 in Rachtig hoheitliche Rechte ausübte. Zoll und Geleit als Königsregall bestanden schon seit der Zeit der fränkischen Könige (Merowinger).
Wären Zeltingen und Rachtig bereits zur Zeit Kuniberts I. im 7. Jahrhundert kölnischer Besitz geworden, so würde sich das im Urkunden- und Quellenwesen innerhalb diesen Zeitraums mit hoher Wahrscheinlichkeit widerspiegeln, was bisher jedoch nicht festgestellt werden konnte.

### Von den Römern zur Fränkischen Staatsorganisation

Das Fränkische Reich 481 bis 814 mit Austrasien, zu dem auch die Moselgegend mit Zeltingen und Rachtig gehörte.

Nach der Reichsteilung 843 lag die Moselgegend im Mittelreich Lotharingien.

Mit dem Ende der Römerherrschaft im 5. Jahrhundert drängten germanische Stämme über den Rhein und in den Moselraum. Es kam zu einem merklichen Rückgang der Bevölkerung. Die römischen Villen und Gutshöfe wurden von den einfallenden germanischen Stämmen weitestgehend zerstört. Holzbauten lösten die Steinbauten der Römer ab. Die verlassenen römischen Ruinen wurden höchsten noch als Begräbnisstätten genutzt.
Die neue fränkische Bevölkerung bevorzugte für ihre Siedlungen die Tallage in der Nähe eines fließenden Gewässers, während die Siedlungsstellen der Römer eher an Hängen angelegt waren.
Der Übergang von der antiken zur mittelalterlichen Welt war verbunden mit dem Zusammenbruch der römischen Staatsorganisation. In den ehemals römischen Provinzen wurden weite Landstriche der Kulturlandschaft aufgegeben und wieder von Wald überzogen. Die anzahlmäßig wenigeren neuen Bewirtschafter des Landes waren nicht in der Lage, alle frei gewordenen Flächen zu bebauen. Die seit der Römerzeit existierenden Städte wie das spätantike Augusta Treverorum (Trier) blieben größtenteils bestehen, aber in sehr viel kleinerem Umfang. Sie konnten einiges ihrer früheren Bedeutung zurückgewinnen und entwickelten sich zu führenden Marktorten , Zentren der Verwaltung und des Handels und als weiterbestehende Bischofssitze
So entstand das Fränkische Reich unter den merowingischen Königen mit seinem Westreich Neustrien und dem Ostreich Austrasien. Nach dem Tod vom König Chlodwig I. 511 umfasst Austrasien die Gebiete um Rhein, Maas und Mosel, zu denen wichtige Städte wie Metz, Reims, Köln und Trier zählten.
Nach der Reichsteilung in der Karolingerzeit war die Moselgegend im 9. Jahrhundert Teil des Mittelreichs Lotharingien.

### Kunibert I. von Köln und die Legende zur kölnischen Schenkung
König Dagobert I., 629 König der Franken, war seit 623 Unterkönig von Austrasien. Sein Nachfolger in Austrasien war sein Sohn Sigibert III. (630–656), nachdem dieser 645 mündig geworden war. Sein Erzieher bis zur Vollmündigkeit war der aus moselfränkischem Adel abstammende Kunibert I., der dazu von Dagobert I. (+639) eingesetzt worden war. Sigibert III. gilt als Stifter der Klöster Malmedy und Stablo.
Der Geburtsort Kuniberts soll im Raum Trier-Metz liegen. Obwohl mit hoher Wahrscheinlichkeit Kerling-lès-Sierck bei Thionville (Kerlingen/Crellingon) als sein Geburtsort angenommen werden kann, berufen sich u. a. die Orte Remich und Zeltingen darauf, Geburtsort Kuniberts I. zu sein.
Kunibert I., von 628 bis 648/49 Bischof von Köln wird dort als Heiliger verehrt, seine Gebeine liegen in der Kirche St. Kunibert in Köln. Die Zeltinger sehen in jenem Kunibert denjenigen, der Zeltingen und Rachtig durch eine Schenkung Köln übereignete.
Da Köln aber vor dem 10. Jahrhundert keine nachweislichen Besitztümer in Zeltingen und Rachtig hatte, ist eher unwahrscheinlich, dass Zeltingen als Geburtsort Kuniberts infrage kommen kann. Erste kölnische Besitznennungen erfolgen erst Mitte des 11. Jahrhunderts.

### Differenzen zwischen Kaiser und Bischof in Rachtig

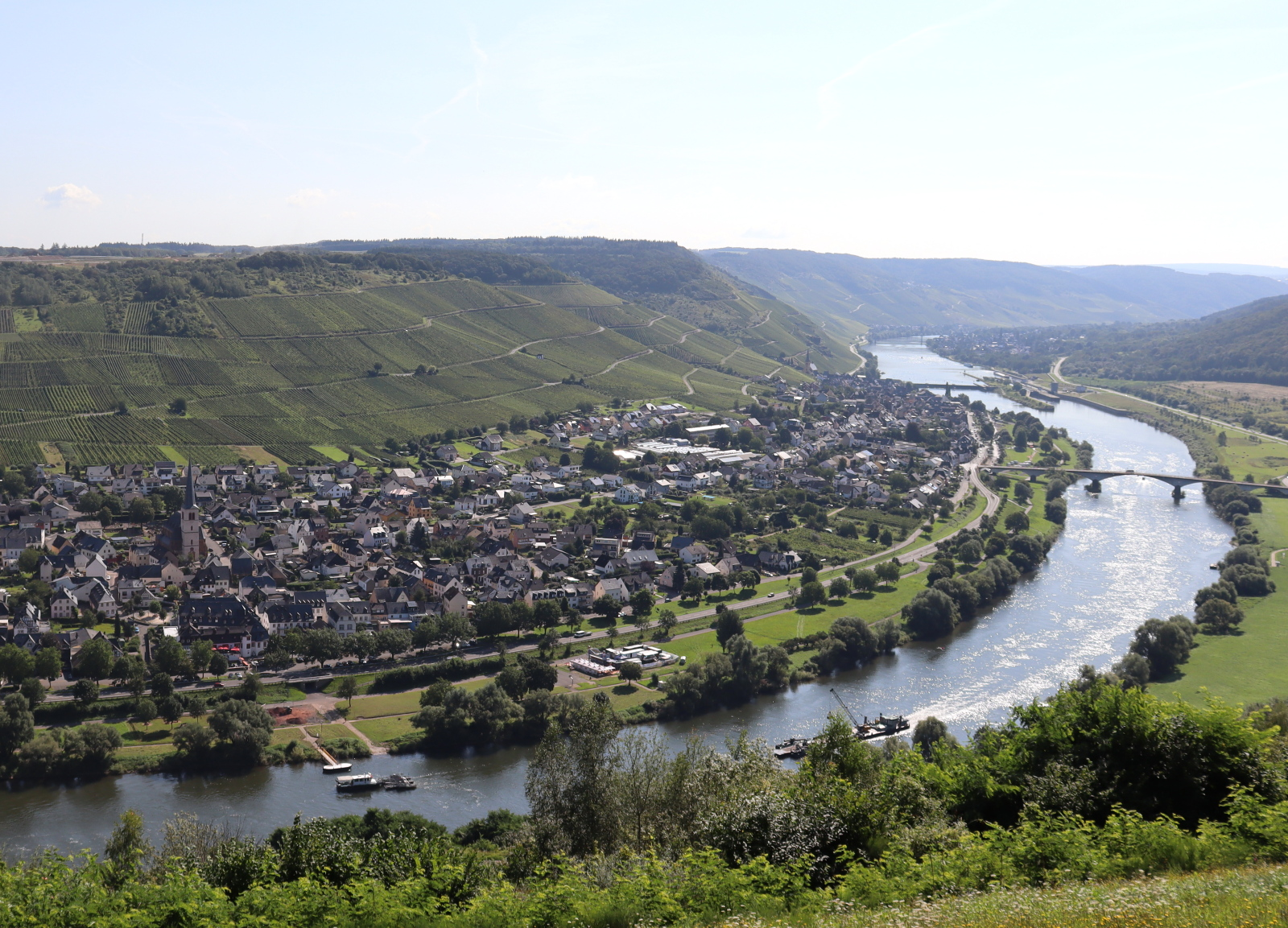
Rachtig und Zeltingen an der Mosel mit Burgruine Zeltingen.

Die landesherrliche Zugehörigkeit der Zeltinger Burg mit den Dörfern Zeltingen und Rachtig an der Mosel zum Kurfürstentum Köln endete 1794 mit den Einzug der französischen Truppen und dem damit verbundenen Ende der Kurstaaten in Deutschen Landen.
Erstmalig tritt Köln 1067 in der Regierungszeit des Kölner Bischofs Sigewins bezüglich einer Schenkung eines Rachtiger Weinbergs an die Kölner Stifte St. Georg und St. Kunibert urkundlich in Erscheinung. Dazu zählte auch die Übertragung des Moselzolls zu Rachtig an die Abtei Deutz. Die älteste Erwähnung Zeltingens stammt aus dem Jahre 1116, als die Abtei Gladbach hier ein Haus mit Hof und Weingärten kaufte.
Die erste Nennung kölnischen Besitzes (Höfe) in Zeltingen erfolgte 1182 im Zusammenhang mit einer ersten Verpfändung durch den Kölner Erzbischof Philipp I. von Heinsberg an Erzbischof Arnold von Trier. Nach dem plötzlichen Tod des Trierer Bischofs 1183 machte Kaiser Friedrich I. von seinem Spolienrecht Gebrauch und zog den Nachlass von Bischof Arnold ein, wozu die offene Wiedereinlösung der Pfandsumme von 232 Mark des Kölner Bischofs gehörte. Wie man sich schließlich bezüglich der Pfandrückzahlung geeinigt hat, ist nur teilweise bekannt.
In der Folgezeit kam es jedoch zu anhaltenden Streitigkeiten zwischen Kaiser und Kölner Erzbischof, die 1187 in eine militärische Konfrontation der beiden an der Mosel mündeten. Bereits 1186 hatte Erzbischof Philipp Rachtig einen Besuch abgestattet. Es wird angenommen, dass dieser Besuch auch den Bau einer Burg zum Thema hatte und Philipp den entsprechenden Bauplatz bestimmt hat.
Weit abgelegen vom Kölner Kerngebiet könnte die Absicherung der Kölner Enklave eine wichtige Rolle gespielt haben, zu malen er seine Südgrenze militärisch bereits stark befestigt hatte.

### Politische Situation der benachbarten Orte

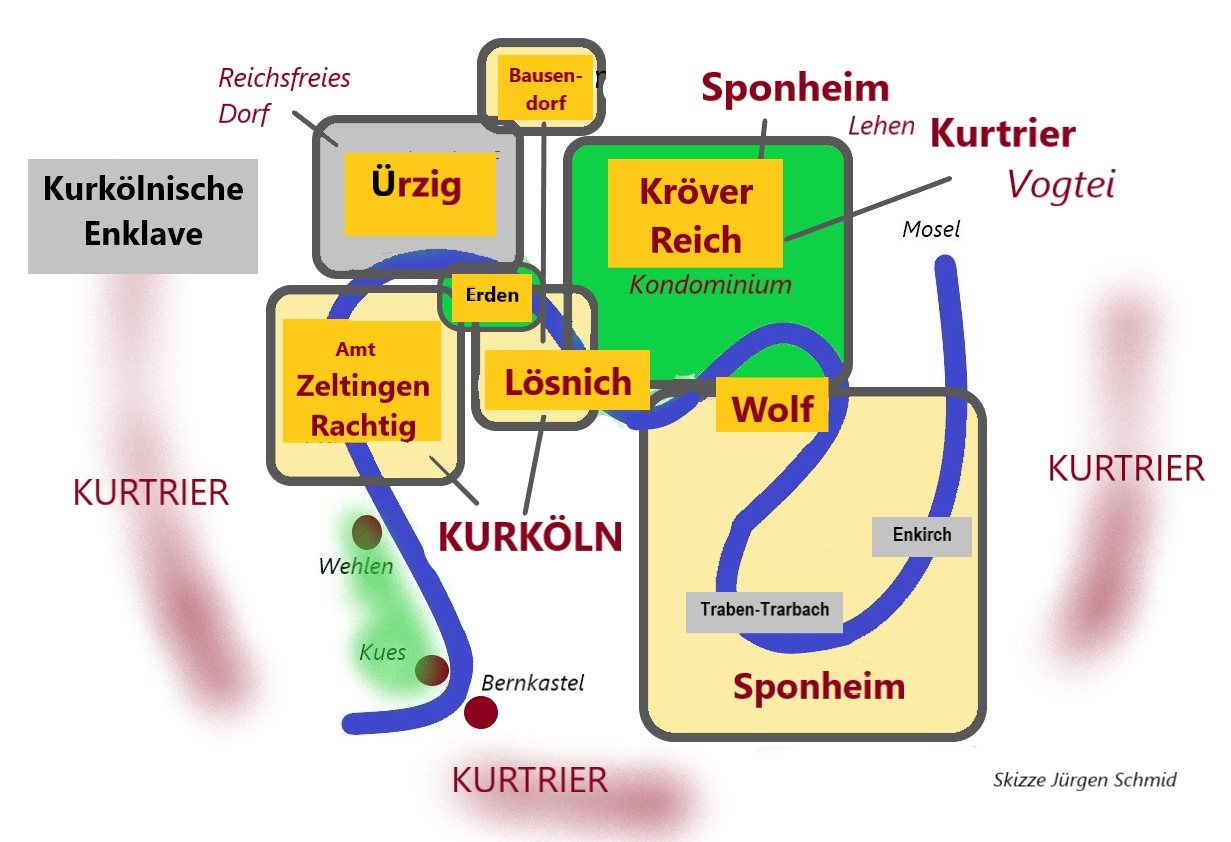
Schematische Darstellung der Kurkölnischen Enklave Zeltingen und Rachtig mit seinen Nachbarorten.

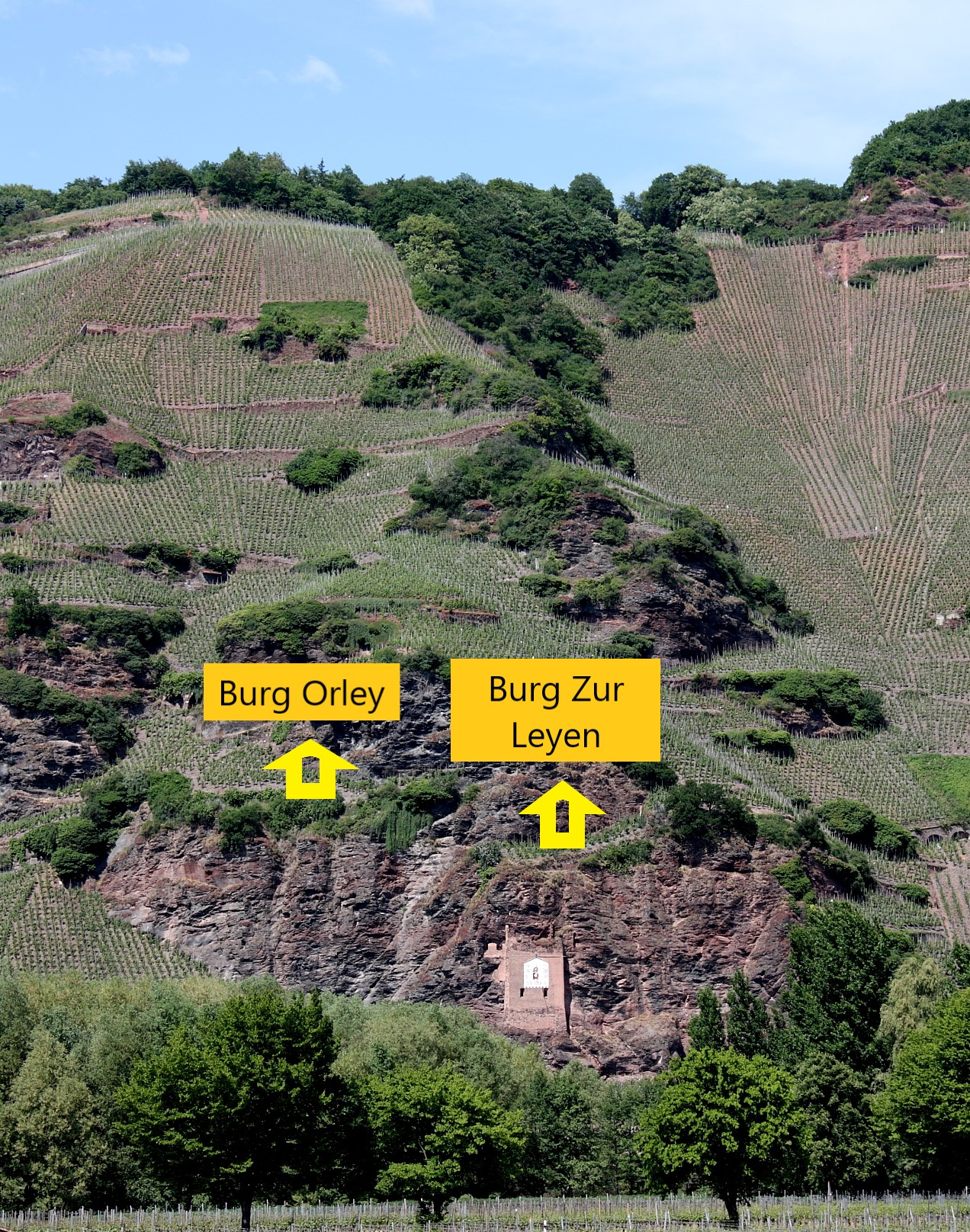
Ehemalige Standorte der Ürziger Burgen Orley und zur Leyen im 13. Jahrhundert

Auch das direkte Umfeld der kölnischen Dörfer Zeltingen und Rachtig hatte seine landeshoheitliche Besonderheiten bezüglich seiner jeweiligen territorialen Zugehörigkeit:
- Nachbarort Erden war Teil des „Kröver Reichs“.
- Lösnich mit Burg und ortsansässigem Rittergeschlecht bildete bis Mitte des 14. Jahrhunderts eine Freie Reichsherrschaft, bevor sich die adligen Erben unter den Schutz der Kölner stellten und die Herrschaft in den Folgejahren als kölnisches Lehen empfingen. Zur Herrschaft Lösnich gehörte auch der Ort Bausendorf.
- Nachbarort Ürzig mit seinen Burgen Orley[16] und zur Leyen[17], ehemals wohl Teil des Kröver Reichs, hatte sich Mitte des 13. Jahrhunderts von selbigem abspalten können und sich als eigenständige reichsfreie Gemeinde weiterentwickelt.[18]

Ritterfamilie von Orley
Sie gab schon früh im 13. Jahrhundert ihren Sitz in Ürzig auf und trat in Trier in geistliche Ämter ein. Im Herzogtum Luxemburg setzte sich ihre Linie in den Ritterfamilien von Orley-Befort und Orley-Linster fort. Ritter Wilhelm II., ein Sohn von Ritter Wilhelm von Orley aus Ürzig und Kunigunde von Esch heiratete nach 1350 Adelheid von Befort, welche die Herrschaft Befort erbte.
Ritterfamilie von der Leyen
Sie verblieb in ihrer Burg bei Ürzig und ging Eheverbindungen in Eifel und Hunsrück ein. Sie stellte wohl überwiegend berittene Krieger, die an Kriegszügen und Fehden teilnahmen. Der im 14. Jahrhundert häufig genannte Ritter Heinrich von der Leyen soll ein Haudegen seiner Zeit gewesen sein und in enger Verbindung mit Erzbischof Balduin von Trier gestanden haben. Sein Betätigungsfeld war groß: Hier an der Mosel standen sich Erzbischof Balduin, die Grafen von Sponheim personifiziert in Gräfin Loretta von Sponheim (Starkenburg/Enkirch) und Ritter Ägidius von Daun feindlich gegenüber. Nach Aussterben des Mannesstammes mit Frank von der Leyen im 15. Jahrhundert blieb die Burg noch bis ins 16. Jahrhundert von Erben bewohnt, wobei sich aber ihr baulicher Zustand zunehmend verschlechtert haben muss. Die dann nur noch als „Behausung“ bezeichnete Burg war dem Verfall preisgegeben. In der Folgezeit schweigen die Quellen über die Burg zur Leyen. Die Ritter von der Leyen scheinen auch schon früh in das Spannungsfeld zwischen Kurköln und Kurtrier in Verbindung mit dem Kröver Reich geraten zu sein. Im Dezember 1239 schlossen sie in Ürzig einen denkwürdigen Bündnisvertrag mit Erzbischof Konrad von Köln ab, mit dem sie demselben die Burg übertrugen und offen hielten. Als mögliche Begründung wird eine Krisensituation des Kröver Reichs gesehen, die den „Landeshunger“ mächtiger Nachbarn anzuregen vermochte. Es wurde wohl befürchtet, dass sich Erzbischof Balduin von Trier von seiner Burg aus in Neuerburg bei Wittlich auch schnell Ürzig einverleiben könnte. Auch der Kölner Erzbischof mit seinem nahegelegenen Territorium in Rachtig und Zeltingen konnte zur Bedrohung werden. In dieser Situation entschieden sich die Burgherren von der Leyen für ein Bündnis mit Kurköln, um im Fall eine Fehde Unterstützung aus Köln zu erhalten. 1332 muss wieder eine geänderte Situation vorgelegen haben, denn ein Nikolaus von der Leyen wird nun als Schultheiß von Trier genannt.
- Das Kröver Reich mit seinem Verwaltungszentrum Kröv war ab 1399 ein festes Lehen in Form eines Kondominiums, dessen Herrschaft durch zwei Parteien ausgeübt wurde. 1274 hatte König Rudolf von Habsburg das Kröver Reich an die Grafen von Sponheim verpfändet, welche diese 1399 in ein echtes Lehen umwandeln konnten. Die Vogteirechte, zu den auch die Hochgerichtsbarkeit gehörte, gingen im 14. Jahrhundert an Kurtrier. Diese wurden seit 1423 durch Mitglieder der Reichgrafen von Kesselstatt verwaltungsmäßig bis zur Auflösung des Kurstaates 1794 ausgeübt.
- Nachbarort Wolf gehörte wie auch Traben-Trarbach und Enkirch zur hinteren Grafschaft Sponheim.

So bildete das kurkölnische Amt Zeltingen und Rachtig mit seinen Nachbarn vom Mittelalter bis zum Ende der Feudalzeit verwaltungsmäßig einen besonderen regionalen Brennpunkt im Kurstaat Trier. Erzbischof und Kurfürst Balduin von Trier (1307–1354), der seine Landesgrenzen bis zum Rhein ausdehnen und auch Boppard und Oberwesel einverleiben konnte, gelang es nicht, diese Lücke seines Staatsgebietes an der Mittelmosel zu schließen. Eine Auseinandersetzung mit Loretta von Sponheim endete 1328 mit seiner Gefangennahme auf der Starkenburg in Enkirch. Ein Ergebnis dieser Ereignisse war, dass er fortan von seinen Bemühungen abließ, auch das Kröver Reich in Besitz zu nehmen. Nach dem Tod von Balduin besaß das Erzbistum Trier insgesamt 103 Burgen zur Absicherung des Kurstaates Trier. Seinen Hauptverwaltungssitz hatte Balduin in Koblenz, wo er auch eine Brücke über die Mosel bauen ließ.
Zeltingen, Rachtig und Lösnich mit Bausendorf blieben dauerhaft kurkölnisch bis zum Ende der Feudalzeit im 18. Jahrhundert.
Kirchlich gehörten die Orte Zeltingen und Rachtig zum Erzstift Trier, das Patronat ging 1252 durch eine Schenkung Mechthilds von Sayn zum Deutschen Orden und verblieb dort bis zur Säkularisation 1803. Die Schenkung beinhaltete die Kirche in Lösnich mit den Kapellen Zeltingen, Rachtig und Erden.

### Verpfändungen vom 12. bis 16. Jahrhundert
Burg und Liegenschaften von Zeltingen und Rachtig wurden von Kurköln immer wieder zur Beschaffung von Geldmitteln verpfändet. Götz Landwehr beschreibt in „Mobilisierung und Konsolidierung der Herrschaftsordnung im 14. Jahrhundert“ den Anspruch von Reichoberhäuptern und Landesfürsten auf die freie Verfügung über Hoheitsrechte, wozu auch die Veräußerungs- und Verpfändungsrechte über Land und Leute und partielle Herrschaftsrechte gehörten. Zu den Ausübenden von zahllosen Pfandgeschäften zählt er neben  vielen Grafen und Herzögen u. a. auch die Erzbischöfe von Köln unter der Prämisse „Umwandlung von Herrschaft in Geld“. Die Pfandverträge dienten verschiedenen Zwecken: Tilgung von Schulden, Aufnahme und Sicherung von Krediten oder zur Kapitalisierung von laufenden Einkünften, was zur Kommerzialisierung von Herrschafts- und Hoheitsrechten diente.
Zeitliche Abfolge der Verpfändungen:
- 1182 Verpfändung von Höfen in Zeltingen und Rachtig  an Erzbischof Arnold von Trier
- 1239 Höfe in Zeltingen und Rachtig an Graf Heinrich von Sayn, Vogt der Kölner Kirche. Dessen Stammburg lag in Bendorf-Sayn nahe Koblenz am Rhein.
- 1288 Graf Heinrich von Veldenz bemächtigte sich der Burg Zeltingen, die Besitztümer in den Dörfern scheinen davon nicht betroffen gewesen zu sein. Die Ansprüche scheinen auf die Sayner Erbschaft zurückgeführt worden zu sein.
- 1310 Ein Vergleich von Erzbischof Heinrich von Köln mit den Grafen von Veldenz  sollte die Burg wieder in Kölner Besitz zurückführen. Zahlungsschwierigkeiten der Kölner führten jedoch dazu, den Veldenzern die Burg  wieder zu verpfänden (1315).
- 1345 Die Burg ist wieder in Kölner Besitz gelangt. Samt Amtmannschaft geht sie gegen eine Pfandsumme von 4.000 Gulden an Ritter Konrad von Lösnich.
- 1351–1361 Verpfändung an die Grafen von Sponheim
- 1366–1389 Erzbischof Kuno von Trier nimmt  Burg und Amt Zeltingen für 5.000 Gulden in Pfandschaft.
- 1389 Schöffe Johann von Sale aus Koblenz mit seiner Frau Meckel von Aschenbach
- 1419 Ritter Konrad Beyer von Boppard
- 1446 Nikolaus Vogt von Hunolstein für ein Darlehen von 2.500 Gulden für Burg und Amtmannschaft  Zeltingen mit den beiden Dörfern.
- 1446 Wirich von Daun nimmt das Amt als Sicherheit für 4.250 Mark und wird gleichzeitig Amtmann.
- 1459–1527 Nikolaus von Kues übernimmt die beiden Dörfer für die Summe von 5.000 Gulden für sein Hospitalstiftung in Kues.
- 1527 Beide Dörfer werden an das  Kölner Domkapitel verpfändet
- Nach 1583 Für 12.000 Gulden Verpfändung des Amtes an  Johann I. von Pfalz-Zweibrücken, Pfalzgraf Johann Casimir und Graf Albrecht von Nassau Zweibrücken
- 1585 Verpfändung an Markgraf Philipp von Baden. Diese letzte  Pfandschaft wurde 1586 wieder eingelöst